# Мерсье, Мишель (политик)
Мише́ль Мерсье́ (фр. Michel Mercier; род. 7 марта 1947) — французский политик, министр юстиции (2010—2012 годы).

## Биография

### Ранние годы
Родился 7 марта 1947 года в Тизи (департамент Рона), окончил Институт политических исследований в Лионе, где изучал право. Начал профессиональную карьеру с преподавания финансов и правовых основ местного самоуправления в университете Лион III.

### Политическая карьера
В 1971—1977 годах являлся членом муниципального совета Тизи, с 1977 по 2001 год — мэром этого города. В 1978—2014 годах входил в генеральный совет департамента Рона, с 1990 года являлся его председателем. В 1992—1993 годах — заместитель председателя совета региона Рона — Альпы, в 1994—2001 годах — президент сообщества коммун Тизи.
В 1993 году, будучи заместителем депутата Национального собрания от 8-го избирательного округа департамента Рона Алена Майу, занял его место после смерти депутата.
В 1995 году впервые стал сенатором Франции от департамента Рона, в 2004 году переизбран, в 2009 году оставил мандат из-за вхождения в состав правительства.
23 июня 2009 года вошёл во второе правительство Франсуа Фийона в специально созданной должности министра сельских районов и развития территорий.
14 ноября 2010 года при формировании третьего правительства Фийона получил портфель министра юстиции, после чего прокуратура Лиона закрыла дело по обвинению Мерсье в фаворитизме (Мерсье подозревался в том, что в должности вице-президента регионального совета Рона-Альпы содействовал передаче подряда на сооружение линии трамвайного сообщения компании Vinci, которая является важным спонсором политического патрона Мерсье — Франсуа Байру).
15 мая 2012 года сформировано первое правительство Жана-Марка Эро, в котором Мерсье не получил назначения.
17 июня 2012 года вернулся в Сенат, но 22 апреля 2014 года ушёл в отставку. 28 сентября 2014 года вновь переизбран, 30 сентября 2017 года досрочно сдал мандат.
В 2013 году избран мэром Тизи-ле-Буржа, а 25 июля 2017 года председатель Сената Жерар Ларше предложил кандидатуру Мерсье в состав Конституционного совета Франции.
2 августа 2017 года включён в состав Конституционного совета голосованием Юридической комиссии Сената Франции большинством 22 голоса против 7, хотя газета «Le Canard enchaîné» выступила с утверждением, что Мерсье фиктивно нанимал своим парламентским помощником свою дочь.